# Nasonovklier

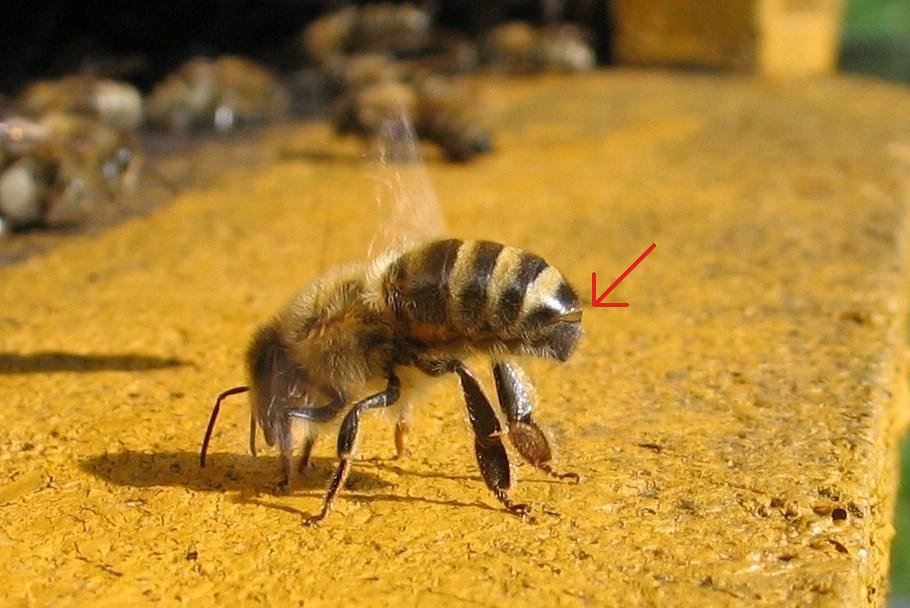
De nasonovklier wordt uitgestoken en de vleugels worden bewogen om de geurstoffen te verspreiden

De nasonovklier is een geurklier die het nasonovferomoon produceert dat gebruikt wordt om werksters van de honingbij aan te trekken. Dit feromoon kan nuttig zijn bij water en bij voedsel dat zelf geen karakteristieke geur heeft. De klier bevindt zich aan de dorsale uiteinde van het achterlijf, tussen de laatste rugplaat en het achterlijfspunt. De klier is genoemd naar de ontdekker, Nikolaj Nasonov.
De klier is normaal gesproken onder de achterlijfsplaten geborgen, maar kan worden uitgestoken om de lokstoffen te verspreiden. De bij staat daarbij hoog op de achterpoten om de klier te verheffen en de efficiëntie te vergroten. De honingbij zal bij het gebruik van de klier van Nasonov met de vleugels wapperen om de uitgescheiden geurstoffen verder te verspreiden.